# جورج إلياس (مجدف)
جورج إلياس (بالإنجليزية: George Elias)‏ هو مجدف أسترالي، ولد في 13 أكتوبر 1913 في Bowraville, New South Wales ‏ في أستراليا، وتوفي في 9 يوليو 2002.

## وصلات خارجية
- جورج إلياس على موقع أوليمبيديا (الإنجليزية)